# (25172) 1998 SF67
A (25172) 1998 SF67 a Naprendszer kisbolygóövében található aszteroida. Eric Walter Elst fedezte fel 1998. szeptember 20-án.